# Hirsestar
Hirsestar (Carex panicea), ofte skrevet hirse-star, er en halvgræs med en tueformet vækst. Frugterne kan minde en del om hirsefrø. Planten er i Danmark almindelig i våde, lysåbne områder.

## Kendetegn
Hirsestar er en flerårig, urteagtig plante (en halvgræs) med en tueformet vækst. Bladene er bueformet overhængende, linjeformede og helrandede. I spidsen er bladene i tværsnit trekantede. Begge bladsider er blågrønne. Blomstringen foregår i maj-juni, hvor man finder blomsterne siddende i sortfarvede aks yderst på særlige stængler, som hæver sig over tuen. Øverst sidder et aks med lutter hanblomster, og neden under er der 1-3 aks med hunblomster. De enkelte blomster er 3-tallige og uregelmæssige med hvide støvdragere og støvfang. Frugterne er nødder, der kan minde en hel del om frøene hos flere arter af Hirse. Frugterne sidder som hos andre starer i de frugthylstre, der hos hirsestar er 3-4½ millimeter lange, glatte og opblæste og forsynet med et meget kort næb.
Rodsystemet består af trævlede rødder og korte udløbere.
Planten når en højde og bredde i tuen på ca. 45 cm. De blomstrende skud hæver sig 10-15 cm over tuen.

## Udbredelse
Hirsestar har sin naturlige udbredelse i Mellemøsten, Kaukasus, Centralasien, Sibirien og det meste af Europa. I Danmark er den ret almindelig i fugtige områder med lav vegetation som enge, tørvemoser eller klitlavninger. Arten er således knyttet til lysåbne og oftest næringsfattige voksesteder, hvor jorden er våd. Derimod er den ikke kræsen med hensyn til, om jorden er sur eller basisk. I Grønland findes den meget sjældent i den sydligste del.
I naturreservatet Skřítek højmose, som ligger i Šumperk-distriktet i den nordøstlige del af Tjekkiet, nær grænsen til Polen, er der store højmoseområder. Her vokser arten sammen med bl.a. Aconitum callibotryon (en art af stormhat), blåtop, almindelig star, bjergfyr, blå sumpstjerne, Crepis mollis (en art af høgeskæg), dunbirk (underarten B.p. ssp. carpatica), engnellikerod, grå star, hjertebladet fliglæbe, hvid foldblad, næbstar, tuekæruld, tørvemos (flere arter), ægbladet fliglæbe og østrigsk gemserod

## Galleri
|  |  |  |  |

## Note
1. ↑  Wikipedia cz: Rašeliniště Skřítek – grundig artikel om geologi, flora og fauna i området (tjekkisk)